# Sainte-Radegonde (Gers)
Sainte-Radegonde is een gemeente in het Franse departement Gers (regio Occitanie) en telt 181 inwoners (2005). De plaats maakt deel uit van het arrondissement Condom.

## Geografie
De oppervlakte van Sainte-Radegonde bedraagt 9,7 km², de bevolkingsdichtheid is 18,7 inwoners per km².
De onderstaande kaart toont de ligging van Sainte-Radegonde (Gers) met de belangrijkste infrastructuur en aangrenzende gemeenten.

## Demografie
Onderstaande figuur toont het verloop van het inwonertal (bron: INSEE-tellingen).